# Sympherobius mirandus
Sympherobius mirandus is een insect uit de familie van de bruine gaasvliegen (Hemerobiidae), die tot de orde netvleugeligen (Neuroptera) behoort. 
Sympherobius mirandus is voor het eerst wetenschappelijk beschreven door Navás in 1920.